# Il figliol prodigo (De Chirico)
Il figliol prodigo è un dipinto (87x59 cm) di Giorgio de Chirico, databile al 1922 e conservato nel Museo del Novecento di Milano.

## Storia
Le prime notizie certe su questa tela di Giorgio de Chirico risalgono al dicembre del 1929, quando la sua immagine fu pubblicata sulla rivista belga Selection, in un numero interamente dedicato all'artista. Nello stesso mese il quadro era stato messo all'asta presso la Galleria Bardi di Milano assieme a tutta la collezione dell'editore fiorentino Attilio Vallecchi.
Si può ragionevolmente pensare che il dipinto sia stato commissionato dallo stesso Vallecchi nel 1922 e poi rimasto nella sua collezione fino alla vendita avvenuta alla fine del decennio. 
Il quadro ha avuto poi una storia movimentata: ha infatti attraversato diverse collezioni, esposizioni e gallerie, tra le quali la Galleria del Milione di Milano, per poi essere collocato nel 2010 all'interno del Museo del Novecento.

## Descrizione e stile
In una piazza, delimitata a destra da un edificio porticato e aperta a sinistra su un lontano paesaggio, si impone la visione in primo piano dell'abbraccio tra il figlio, rappresentato da un manichino senza volto, vivacemente colorato, e il proprio padre, dipinto come una rigida statua di gesso.
Quella del manichino è una figura ricorrente nella pittura di de Chirico soprattutto nelle tele del periodo metafisico. Tale manichino difatti si caratterizzò fin dal principio come una metafora dell'artista creatore, una sorta di suo doppio inquietante, e costituì la soluzione più efficace alla tendenza dechirichiana a proiettarsi autobiograficamente in ogni sua opera d'arte.
Anche la scelta del soggetto di questa tela aveva degli evidenti risvolti personali che si mescolavano ad alcuni più strettamente filosofici.
Rendendo esplicita l'idea dell'eterno ritorno nietzschiano, in cui passato e futuro si confondono sino all'annullamento, la Parabola del figlio prodigo permetteva all'autore di tradurre in immagini alcuni passaggi cruciali della sua esistenza artistica e privata: 
il "ritorno in patria" dopo gli anni parigini nel 1915, il "ritorno al mestiere" nel 1919 e il "ritorno al romanticismo" nel 1924.
Il ritorno del figliol prodigo del 1922, con il suo manichino, si deve interpretare non tanto come un ritorno alla metafisica quanto un atto di riconciliazione con il classicismo, con la storia artistica nazionale e più in generale con il museo (non a caso il padre è rappresentato come una statua ottocentesca).
L'ambientazione del quadro appare priva di ambiguità prospettiche e costruita secondo i canoni quattrocenteschi, con una linea di orizzonte bassa che mette in risalto la posizione centrale della coppia in primo piano.
In esso spiccano il vistoso omaggio all'architettura fiorentina nell'edificio a destra e il gradevole paese toscano.
Mentre il luminoso cielo percorso da nubi ostenta un debito nei confronti del Mantegna e del Bellini. 
L'operazione di recupero del passato, infine, era completata dalla scelta di dipingere la tela con la tecnica della tempera grassa anziché con il più consueto olio.